# Edward Gierek
Edward Gierek (Porąbka, Orosz-Lengyelország, 1913. január 6. – Cieszyn, 2001. július 29.) lengyel kommunista politikus, 1970-től 1980-ig a Lengyel Egyesült Munkáspárt főtitkára, Lengyelország de facto vezetője volt.

## Élete
Egy kis sziléziai faluban, Porąbkában született. Miután négyéves korában édesapja bányaszerencsétlenség áldozata lett, édesanyja újraházasodott. A család 1923-ban Észak-Franciaországba emigrált, s Gierek ott nőtt fel. 1931-ben csatlakozott a Francia Kommunista Párthoz, majd miután kivette a részét egy sztrájk szervezéséből, a francia hatóságok 1934-ben Lengyelországba toloncolták. Stryiben letöltötte sorkatonai szolgálatát, majd 1937-ben Belgiumba emigrált, ahol szénbányászként dolgozott, egyúttal részt vett a Belgiumi Kommunista Párt munkájában. A második világháború alatt csatlakozott a belga ellenállási mozgalomhoz.
A második világháborút követően, 1948-ban végleg visszatért hazájába, s bekapcsolódott a Lengyel Egyesült Munkáspárt (LEMP) tevékenységébe, amelynek ranglétráján egyre feljebb küzdötte magát. 1957-ben a lengyel parlament, a szejm képviselője lett. A katowicei vajdasági pártbizottság főtitkáraként 1957 és 1970 között a párton belüli fiatal technokraták szárnyának elismert vezetője lett. Az 1970-ben kitört tengermelléki munkástüntetések következményeként Władysław Gomułka lemondott a LEMP főtitkári tisztéről, s helyébe Gierek került. Gazdasági reformok ígéretével vette át az ország vezetését, programjának célkitűzései között az ipari termelés korszerűsítése és a fogyasztási cikkek széles körben való elérhetővé tétele kapták a fő hangsúlyt. Terveit javarészt nyugati országok által folyósított hitelek segítségével igyekezett megvalósítani, jó kapcsolatot tartott fenn a francia Valéry Giscard d’Estaing-nel és a nyugatnémet Helmut Schmidttel.
A hitelek jóvoltából az 1970-es évek Lengyelországában jelentősen növekedett az életszínvonal, amiért jó darabig a csodatevőt tisztelték személyében. Az 1973-as olajválság kedvezőtlen gazdasági hatásai azonban begyűrűztek Lengyelországba is, és 1976-ban már elkerülhetetlenné vált a fogyasztói árak megugrása. A lengyelek 1976 júniusában országszerte tiltakozásokkal reagáltak a tervezett áremelésekre, s noha a tüntetéseket csírájukban fojtották el, Gierek elállt az áremeléstől. A külső államadóssággal, az áruhiánnyal és a továbbra is korszerűtlen iparral a háttérben a gazdasági reformok az évtized fordulójára elodázhatatlanná váltak. 1980-ban ismét bejelentették a fogyasztói árak nagy arányú emelését, amire válaszul munkástüntetések bontakoztak ki országszerte. A tiltakozók bázisai a gdański és a szczecini hajógyárak voltak, s végül elérték, hogy 1980 augusztusában Gierek legalizálja az akció élére álló Szolidaritás Független Szakszervezetet és elismerje a dolgozók sztrájkhoz való jogát. Kevéssel később, 1980 szeptemberében Giereket elmozdították pártfőtitkári hivatalából, s helyére Stanisław Kania került.

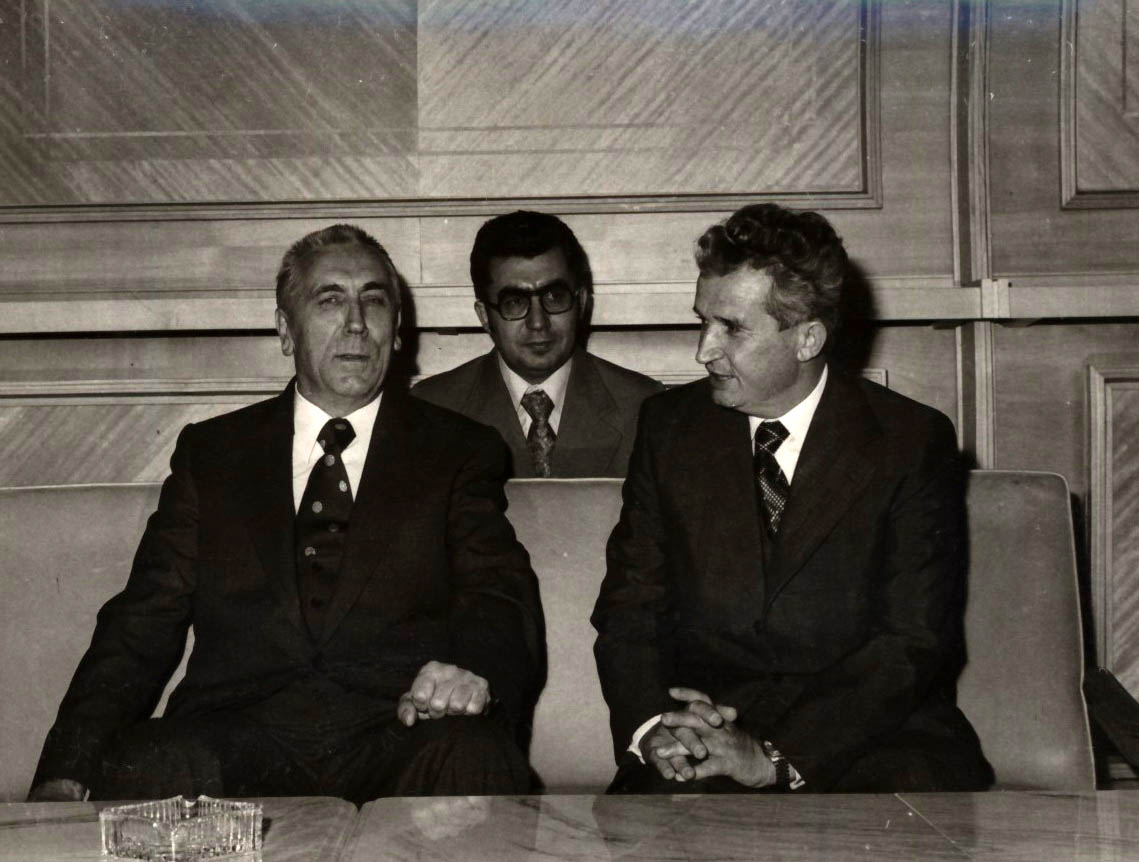
Gierek Nicolae Ceaușescu romániai kommunista vezetővel 1976-ban

Wojciech Jaruzelski miniszterelnök 1981. december 13-án statáriumot hirdetett, majd bíróság elé állíttatta Edward Giereket, s őt tette felelőssé az országban kialakult zavaros gazdasági-társadalmi helyzetért. A bűnbakká kikiáltott Gierekre – miután 1981 nyarán már a pártból is kizárták – még az év vége előtt egyéves börtönbüntetést szabtak ki. Hosszadalmas betegséget követően halt meg Cieszynben.
Fia Adam Gierek (1938) baloldali lengyel politikus, 2004-től az Európai Parlament tagja.

## Műve magyarul
- Válogatott beszédek, cikkek; vál., szerk. Hermann Péter, ford. Hárs Gábor; Kossuth, Bp., 1978

## Fordítás
- Ez a szócikk részben vagy egészben  az   Edward Gierek című angol Wikipédia-szócikk ezen változatának fordításán alapul.  Az eredeti cikk szerkesztőit annak laptörténete sorolja fel. Ez a jelzés csupán a megfogalmazás eredetét és a szerzői jogokat jelzi, nem szolgál a cikkben szereplő információk forrásmegjelöléseként.